# Catering Channel
O Demae Channel foi um canal exclusivo do Wii no Japão para pedir comida por delivery. As categorias incluíam pizza, sushi, comida chinesa, ocidental e outros pratos. As redes Pizza Hut e KFC também estavam inclusas no serviço.
Cupons estavam previstos para o serviço e a empresa terceirizada Yume no Machi Souzou Iinkai, fazia as entregas.

## Região
Foi lançado apenas no Japão.